# ندیم صوالحه
ندیم صوالحه (عربی: ندیم صوالحة؛ زادهٔ ۹ سپتامبر ۱۹۳۵) بازیگر اهل اردن-انگلستان است.
از فیلم‌ها یا برنامه‌های تلویزیونی که وی در آن نقش داشته‌است، می‌توان به شفت در آفریقا، جاسوسی که دوستم داشت، بازگشت پلنگ صورتی، سیریانا، پسر پلنگ صورتی، ابوالهول، شرلوک هلمز جوان، باد و شیر، جزیره پاسکالی و داستان تولد اشاره کرد.